# Gutka
Ne doit pas être confondu avec Gutka (poudre de tabac à mâcher).
Gutka est un livre religieux, dans le sikhisme, de petite taille qui contient les prières quotidiennes et d'autres plus occasionnelles. Il peut être comparé à un bréviaire dans le catholicisme. L'étymologie de gutka vient du sanskrit gud, verbe qui peut se traduire par garder, préserver ou gunth signifiant envelopper, couvrir. Le mot Gudhka était employé par certains croyants au XVIIIe siècle.
Son format l'a rendu très pratique chez les sikhs à cette même époque car ces livres pouvaient être facilement transportables dans des temps troublés par les guerres en Inde. Avec le développement de l'imprimerie, au XIXe siècle, il s'est considérablement popularisé. Il est dans la tradition actuellement de le poser en hauteur, enveloppé d'un linge. Il contient notamment les Banis, les chants sacrés de louanges qui sont compilés à l'origine dans le livre saint du sikhisme, le Guru Granth Sahib.